# Křekov
Křekov település Csehországban, a Zlíni járásban. Křekov Brumov-Bylnice, Vlachovice, Vlachova Lhota és Valašské Klobouky településekkel határos. Lakosainak száma 193 fő (2024. január 1.).

## Népesség
A település lakosságának változását az alábbi diagram mutatja:
| Lakosok száma | 260  | 270  | 269  | 274  | 197  | 166  | 183  | 188  | 181  | 193  |
|               | 1869 | 1900 | 1921 | 1961 | 1980 | 2011 | 2016 | 2019 | 2021 | 2024 |